# Gracia Baur
Gracia Baur (født d. 18. november 1982) er en tysk sanger, som repræsenterede Tyskland ved Eurovision Song Contest 2005, med sangen "Run and hide", som fik en sidsteplads. Hun begyndte sin karriere med en femte plads ved TV-castingen Deutschland sucht den Superstar i 2003.